# Hannele Koivunen
Hannele Sisko Maritta Koivunen, född Seitsonen 18 februari 1949 i Helsingfors, är en finländsk religionsvetare och ämbetsman.
Koivunen blev filosofie doktor 1994 och docent i religionsvetenskaplig semiotik vid Helsingfors universitet 1998. Hon var chef för biblioteksväsendet i Vanda 1984–1996 och därefter direktör för kulturenheten vid undervisningsministeriets kulturpolitiska avdelning. Hon har främst studerat kvinnorollen i historiskt perspektiv, bland annat i den uppmärksammade studien Madonna ja huora (1995). Hon även studerat bibliotekets roll i informationssamhället och utgivit diktsamlingen Rakkaus (1995).